# رود ساراواک
رودخانه ساراواک (مالایی: Sungai Sarawak) رودخانه ای در ساراواک، مالزی است. این رود منبع مهم آب و حمل و نقل برای ساکنان جنوب غربی ساراواک است. این رودخانه همچنین برای فعالیت‌های ورزشی مرتبط با آب مانند مسابقه قایقرانی سالانه رگاتا ساراواک که گردشگران را از سراسر جهان به خود جذب می‌کند، مورد استفاده قرار می‌گیرد.
قصر آستانا، محل اقامت رسمی یوانگ دی پرتوا ساراواک (فرماندار ساراواک) و ساختمان مجلس قانونگذاری ایالتی جدید ساراواک در ساحل شمالی رودخانه و همچنین قلعه مارگریتا واقع شده‌است.
این رود در حوالی هتل هالیدی این کوچینگ (اکنون گرند مارگریتا نامیده می‌شود) و آپارتمان Riverbank Suites که در نزدیکی رودخانه واقع شده، جریان دارد.